# ちょっとバタバタしてまして
たぶん音楽情報番組「ちょっとバタバタしてまして」（たぶんおんがくじょうほうばんぐみちょっとばたばたしてまして）は、以前存在した動画配信サイト「サムライちゃんねる」におけるトーク番組。通称「ちょいバタ」。

## シーズン1
2009年6月8日～2009年10月5日配信回まで。メインMCに上原奈美を迎え配信スタート。音楽情報だけでなく、第10回（8/17）配信回では、映画「築城せよ!」との連動プロモーション企画を行う。7月20日配信回より「ちょい貼りボーイ」として黄昏アンティーク小島が新加入。8月には、渋谷セルリアンタワー内にあるジャズ・スポット「JZ Brat」にて初ロケを敢行。

### 主な出演者・出演キャラクター
メインMC-上原奈美
ユウジロウ
番組ディレクターという設定で、メインMCにツッコミを入れたり、全体の進行を担う。声の担当は、チョイチャックの川合鉄平。ユウジロウは本名で、犬種はパピヨンとマルチーズのミックス犬。所属は番組を制作しているオフィス・サムライカとなっている。好きな散歩道は、麻布十番商店街と武蔵小山。好きな路線は、東京メトロ南北線
お菓子ボーイ宮田
ゲストにお菓子を用意してくる構成作家の卵。上原奈美のファンで毎日73（なみ）回彼女のブログをチェックしていると言っている割に、詳しくない。シーズン1の最終回で、実は熟女マニアだったと上原奈美に告白。
ちょい貼りボーイ小島-黄昏アンティーク・小島
ゲストが持参する告知用のポスターをホワイトボードに貼る役目だが、毎回、その上に自分の好きなアニメキャラのポスターを無断で貼ろうとする。
経堂さん
ちょいバタの取締役という設定のようだが、第6回（ゲスト/大西洋平）のみの出演。パペットの胸元にあるマークは「キョードー東京」のマークのようであるが、キョードー東京と経堂さんの関係は不明。

## シーズン2
2009年11月9日より配信開始。メインMCをスターダスト芸能3部所属のアイドルグループももいろクローバーに交代。お菓子ボーイ宮田に代わり、番組初の女性キャラクターまぁこが、ちょいバタ少女隊お菓子ガールとして新加入。これまでスタジオでゲストのポスターを貼る役目をしていた「ちょい貼りボーイ小島」は、ももいろクローバーと会わせると危険だという理由からロケのみの出演に変更させられる。

### 主な出演者・出演キャラクター
メインMC-ももいろクローバー（以下ももクロ）
メンバーは百田夏菜子/佐々木彩夏/早見あかり/玉井詩織/高城れに/有安杏果。ちょいバタ隊長はももクロリーダーの百田夏菜子。6名のメンバーの中から毎週ランダムに2名ずつ選出されてMCを担当している。
ユウジロウ
ディレクター犬（シーズン1から継続出演）ももクロを国民的アイドルに成長させるために、先生という設定に変更。
ちょいバタ少女隊・お菓子ガール-まぁこ
シーズン1の宮田に代わり、ゲストとMCにお菓子の差し入れを持ってくるが、毎回、ももクロの嫌いな食べ物をメインに用意し、むりやり食べさせる。まぁこ自身が地方局でグルメレポート番組に出演していることから、毎週ももクロにグルメレポート対決をさせる。ユウジロウのことを愛している。
ちょい貼りボーイ小島-黄昏アンティーク小島（シーズン1から継続出演）
シーズン2よりロケだけの出演となる。ユウジロウとスターダストの間で3日の会議を行い、彼をももクロに会わせないためにロケで出演させることが決定（第15回放送内で発表）
経堂さん（シーズン1より継続出演）

## スタッフ
- プロデュース・総合演出・撮影・編集/永芳健太（オフィス・サムライカ）
- 作家/柳城稔麿